# Churburg
Die Churburg (italienisch Castel Coira) ist eine hochmittelalterliche Burg in der Gemeinde Schluderns im Vinschgau in Südtirol (Italien). Sie ist eine der besterhaltenen und meistbesuchten Burgen Südtirols.

## Geschichte
Erbaut wurde die Burg in der Zeit um das Jahr 1250 durch den Fürstbischof von Chur, Heinrich I. von Montfort. Bereits im Jahr 1297 war die Anlage im Besitz der Herren von Matsch, mit denen das Fürstbistum Chur in ständiger Fehde lag.
1504, nach dem Tod des letzten Vertreters derer von Matsch, gelangte die mittlerweile stark ausgebaute Anlage in die Hände der späteren Grafen Trapp. Im Jahr 1516 war Kaiser Maximilian I. auf der Churburg zu Gast. 1537, nach Erbstreitigkeiten, ging die Burg aufgrund des Polheimschen Vertrages endgültig in den Besitz der Grafen Trapp über, die sie noch heute besitzen.
Im Arkadengang der Burg ist auch ein Stammbaum der Vögte von Matsch und der Grafen Trapp zu sehen, der um 1580 gemalt wurde.

## Anlage
Die weitläufige Anlage steht auf einem von Natur aus nur wenig Sicherheit bietenden Hügel am Sonnenberg, etwas oberhalb des Dorfzentrums von Schluderns im Vinschgau.
Der Kern der Anlage bestand aus einem sehr starken Bergfried, dem Palas und einer Ringmauer. Um die Kernburg herum liegen mehrere Zwinger, Tore, Türme, eine romanische Kapelle und eine große Gartenanlage.
Die nie zerstörte Burg beherbergt eine Fülle reich ausgestatteter Räume, getäfelte und bemalte Zimmer mit Kachelöfen und eine Bibliothek. Das umfangreiche Archiv der Churburg, mit zahlreichen Pergamenturkunden und Schriftgut ab dem 12. Jahrhundert, wurde 2016 an die Südtiroler Landesregierung verkauft.
In der Churburg befindet sich eine Baldachinorgel von 1559, in der nahezu alle Pfeifen original erhalten sind.
Es werden kostenpflichtige Führungen angeboten.

### Loggia

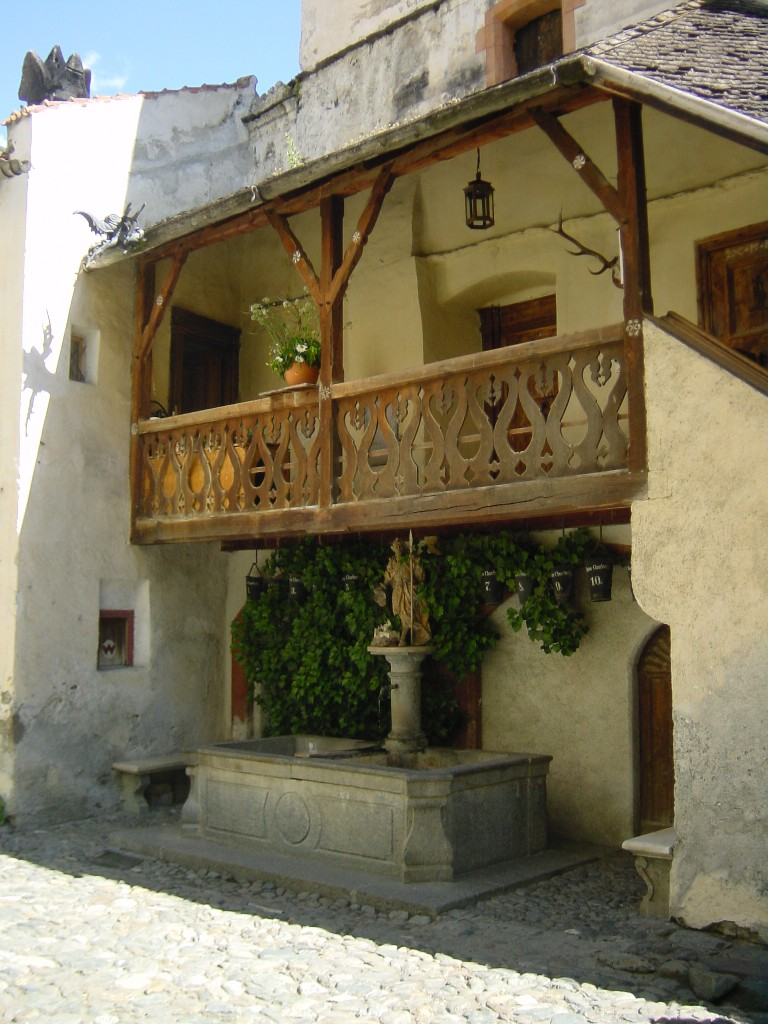
Brunnen im Burghof

Der Arkadengang des Loggienhofes wurde im 16. Jahrhundert vollständig mit kostbaren Wandmalereien in leuchtenden Farben ausgestattet. Das Gewölbe zeigt den Stammbaum der Familien von Matsch und von Trapp in Form eines Quittenbaums. Die Wände werden von Darstellungen antiker Fabeln geziert.

### Rüstkammer

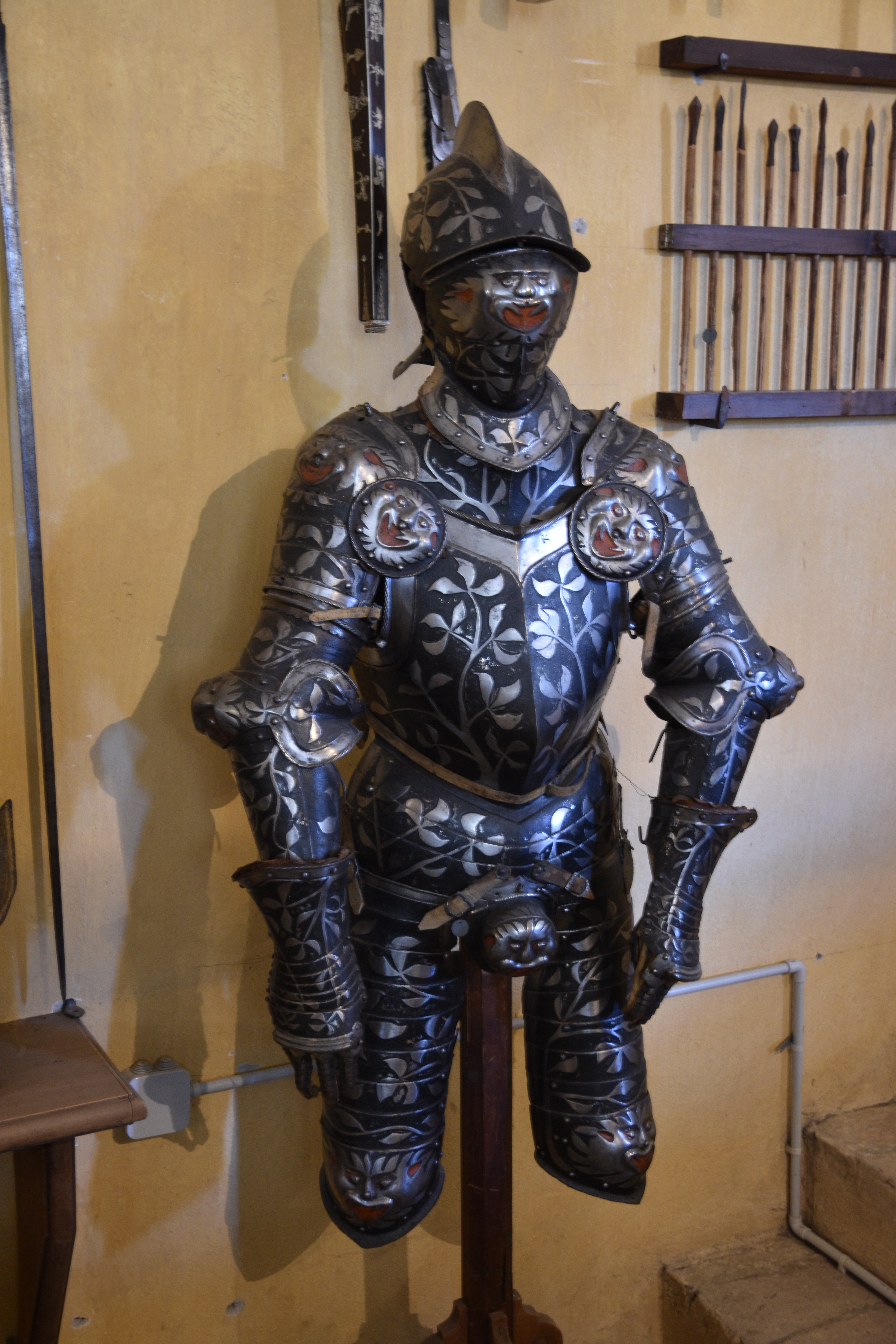
Ritterrüstung

Die weltweit größte private Rüstkammer der Burg enthält eine fast vollständige Ausrüstung für eine komplette Burgbesatzung, insgesamt mehr als 50 vollständig erhaltene Rüstungen, Schwerter und weitere Hieb- und Stichwaffen. Allerdings fehlen Schusswaffen, da sie in der Zeit der Napoleonischen Kriege requiriert wurden.
Das auffallendste Stück ist eine 2,10 Meter große Rüstung aus der Zeit um 1450. Die über 40 Kilogramm schwere Rüstung wurde vom Mailänder Waffenschmied Antonio Missaglia gefertigt. Der Harnisch gehörte Ulrich von Matsch.

## Ritterspiele
Unterhalb der Churburg auf einer Freifläche neben Schluderns werden seit 2006 die „Südtiroler Ritterspiele, Churburg – Schluderns“ ausgetragen. Die Ritterspiele zeigen neben den Kämpfen auf dem Schlachtfeld, der Turnierarena und der Hauptbühne auch das Lagerleben und den Mittelaltermarkt. Mit dem Ritterspiel wird versucht, an die glanzvolle Zeit der Churburg und an die Schlacht an der Calven zu erinnern.